# Hôpital Beaujon
Pour les articles homonymes, voir Beaujon.
L'hôpital Beaujon est un hôpital de l'Assistance publique - Hôpitaux de Paris (AP-HP) situé à Clichy (Hauts-de-Seine).
L'hôpital fait partie du Groupe hospitalo-universitaire Nord - Université Paris-Cité de l'AP-HP. Il dispose d'une quinzaine de spécialités parmi lesquelles la gastroentérologie, l'hépatologie, la chirurgie hépato-bilio-pancréatique, la chirurgie colorectale, l'orthopédie, la stomatologie ou encore la médecine interne. En outre, une antenne du SAMU 92 y est implantée.

## Origine du nom
Il porte le nom du banquier Nicolas Beaujon fondateur en 1785 d'un hospice rue du Faubourg Saint-Honoré à Paris transformé en hôpital en 1795 nommé hôpital Beaujon en 1803.

## Historique
L'hôpital Beaujon de Clichy ouvert en 1935 dans  la commune de Clichy, au no 100 boulevard du Général-Leclerc succède à l'ancien hôpital Beaujon de Paris trop vétuste et exigu qui ferme définitivement en 1937. 
Pendant la Seconde Guerre mondiale, sous l'Occupation, il devient un hôpital militaire pour l'armée allemande.
En 1961, en 1968 puis en 1972 certains de ses bâtiments servent de centre de triage des manifestants arrêtés par la police,.
En 2025, cet édifice, de style Art déco, devrait être abandonné pour être remplacé par le nouvel hôpital Grand Paris Nord.

## Architecture
L’hôpital Beaujon est l’œuvre de l’architecte Jean Walter. La première pierre est posée en janvier 1933, l'hôpital ouvre en mars 1935.
On a qualifié cet hôpital-bloc d'« hôpital vertical » : « Il constitue alors une véritable innovation architecturale : c’est le premier hôpital non pavillonnaire monobloc, les treize étages étant censés conjuguer les avantages économiques d’une structure verticale et les vertus hygiéniques de l’altitude. Il faisait référence aux hôpitaux d’outre-Atlantique et lui a valu en France le surnom d’« hôpital gratte-ciel ». »

## Documentaire
Le film documentaire État limite réalisé par Nicolas Peduzzi est sorti en 2023, décrivant les journées chargées de l'unique psychiatre de l'hôpital Beaujon. Il a été sélectionné dans plusieurs festivals, dont le Festival de Cannes 2023.